# Babylónský talmud
Babylónský talmud, Talmud bavli, je literární dílo sestávající z mišny a gemary. Gemara je výsledkem téměř 300 let diskuzí a bádání nad mišnou v babylónských akademiích, především ve městech Sura, Nehardea a Pumbedita. Tradice připisuje závěrečnou redakci Babylónského talmudu dvěma babylónským učencům, jimiž byli rav Aši a Ravina.

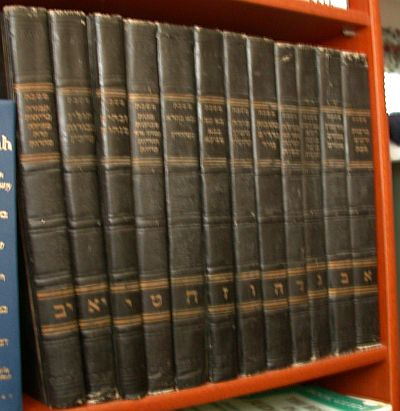
Dvanáctisvazkové vydání Babylónského talmudu

Babylónský talmud je svým způsobem encyklopedií znalostí a vědomostí celého tehdejšího babylónského židovstva, která svou strukturu odvodila od mišny.
Otázka, kdy byla gemara konečně přivedena do své dnešní podoby, není mezi současnými učenci vyřešena. Část textu nabyla své konečné podoby až asi před rokem 700. O definitivním textu talmudu můžeme hovořit až v 8. století. Rabíni, kteří talmud editovali po skončení období amora'im, jsou tradičně nazýváni סבוראים‎, savora'im nebo rabanan savora'im, sg. סבורא‎ počeštěně „savoraité“. Jejich jméno je odvozeno od slova סברא‎, (logický) úsudek, vývod. Současní učenci také používají pro autory nezařaditelných výroků v gemaře termín stamim[zdroj⁠?!] (z hebrejského stam, jež znamená uzavřený, vágní nebo nezařaditelný, v kontextu např. stam mišna znamená anonymní mišna). Viz také historická období židovského zákona.

## Uspořádání Babylónského talmudu
Gemara Babylónského talmudu se skládá z 38 traktátů. Jeho uspořádání kopíruje strukturu mišny, přičemž Babylónský traktát neobsahuje gemaru k většině traktátů oddílu Zera'im a Teharot (obsahuje však důležité traktáty Berachot a Nida) ani k menším a mimokanonickým traktátům. V souvislém textu je gemara vždy vložena za příslušnou mišnu, přičemž u Babylónského talmudu je zvykem označovat začátek gemary zkratkou גמ׳, začátek následující mišny pak zkratkou מת׳.

## Edice a vydání talmudu
Jednotlivé traktáty byly původně zaznamenávány na svitcích, poté v rukopisných knižních vydáních, ovšem s přibývajícími komentáří a dodatky se dílo stávalo rozsáhlejším a nepřehledným. Kromě několika rukopisů (Mnichovský, Leningradský, Oxfordský nebo Florentský) existuje i množství zlomků z káhirské genizy, které jsou různého stáří. Poměrně brzy po vynálezu knihtisku vycházejí první tištěná vydání talmudu, přičemž hned první úplné vydání Daniela Bomberga v Benátkách v letech 1520–1523 se stalo vzorem pro všechna následující vydání talmudu, která přejala sazbu i způsob stránkování a přesné rozdělení na stránky (folia). Číslo strany talmudu je vždy číslem dvoustranného listu (folia), nazývaného daf; každý daf má dva amudim (stránky, dosl. sloupy) označené א a ב, strany A a B. Odkazování na daf je poměrně novodobým zvykem a pochází z doby prvních tištěných talmudů 17. století. Dřívější rabínská literatura se obyčejně odvolává pouze na traktát a kapitolu v rámci traktátu. Dnes se reference podávají ve tvaru [Traktát daf a/b], např. Berachot 23b. U hřbetu se nachází komentář Rašiho, na vnějším okraji stránky pak Tosafot. V letech 1880–1886 vydala rodina Rommů ve Vilniusu doplněné a vylepšené vydání talmudu, které obsahuje množství dalších komentářů od rišonim a acharonim a poznámkový aparát. Toto vydání známé jako Vilna šas (a následná vydání tištěná vdovou po Rommovi a jeho syny) se stala neoficiálním standardem všech vydání Talmudu. Ve vilenském vydání Talmudu je 5894 stran.

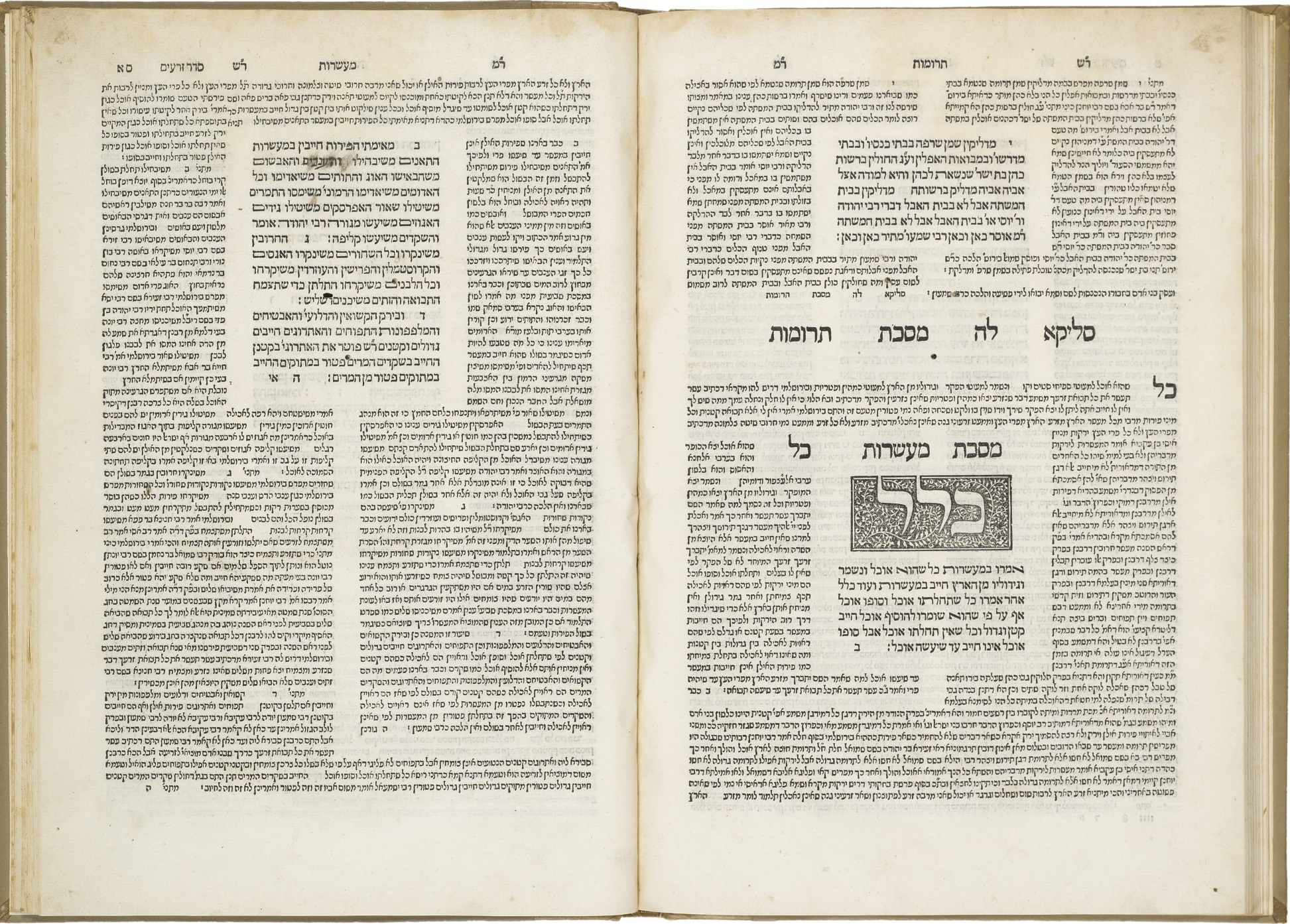
Mišna traktátů Terumot (konec) a Ma'asrot (začátek) v Bombergově vydání Babylónského talmudu z r. 1543/44. K textu uprostřed je připojen Majmonidův komentář na vnitřní straně a komentář Šimšona ze Sens na vnější straně.

K talmudu se obvykle přiřazují i traktáty mišny z oddílů Zera'im a Teharot, které nemají gemaru; namísto Rašiho komentáře a Tosafot se doplňují jinými vhodnými komentáři; vilenská edice připojuje překlad Maimonidova komentáře (ר״מ‎) a komentář rabi Šimšona ze Sens (ר״ש‎)
Rabín Adin Steinsaltz připravil vlastní edici talmudu, která se nedrží striktně rommovského či bombergovského rozřazení stránek, a kromě standardních středověkých komentářů obsahuje i Steinsaltzův komentář kombinovaný s překladem do moderní hebrejštiny, kritický aparát, který upozorňuje na odlišné verze textu s ohledem na rukopisy a výklad nehebrejských a nearamejských slov objevujících se v gemaře, i s jejich původní etymologií. Talmud byl přeložen několikrát do angličtiny, dále do němčiny, francouzštiny a dalších jazyků.

## Komentáře k Babylónskému talmudu

### Rašiho komentář
Dosud nepřekonaný komentář, který se stal vzorem ostatním. Rašiho komentář zahrnuje jak gramatický či etymologický výklad slov, tak výklad celých vět v kontextu celé sugji. Z Rašiho komentáře vycházejí jak tosafisté, tak i soudobý komentář Adina Steinsaltze. Některé části Rašiho komentáře nejsou ve skutečnosti dílem Rašiho, ale byly dopsány po jeho smrti, většinou jeho žáky (Jehuda ben Natan), zetěm (Me'ir bar Šmu'el) či vnuky a dalšími příbuznými (Jicchak ben Šmu'el z Dampierre).

### Tosafot
Tosafot (dosl. dodatky) jsou dílem tosafistů, kteří působili ve 12. a 13. stol. v Evropě, především ve Francii a Německu. Jedním z hlavních cílů Tosafot je vysvětlit a interpretovat rozporuplná tvrzení v talmudu. Na rozdíl od Rašiho nejsou Tosafot průběžným komentářem, ale spíše jsou to komentáře komplexní, které pracují s talmudem jako celkem, a nesoustředí se na výklad jednotlivých slov či vět, ale celých sporných pasáží. Často se vysvětlení tosafistů liší od vysvětlení Rašiho, což je pochopitelné i z toho hlediska, že prvními tosafisty byli Rašiho vnuci – rabi Šmu'el ben Me'ir (Rašbam), rabi Jicchak ben Me'ir (Ribam) a rabi Ja'akov ben Me'ir (rabejnu Tam).
Časem se přístup tosafistů rozšířil i k jiným židovským komunitám, zejména k těm španělským. To vedlo k napsání mnoha jiných komentářů v podobných stylech. K nim patří komentáře následujících autorů: Ramban, Rašba, Ritva, Ran, Jad Rama, a rabi Menachem ben Šlomo ha-Me'iri.

### Další komentáře

#### Ge'onim
První komentáře k talmudu psali již ge'onim (přibližně v letech 800–1000 n. l.) v Babylóně. Většina gaonských komentářů je známa pouze z citací, většinou jde o ztracená díla. Ačkoli se dochovaly některé přímé komentáře na některá konkrétní témata (např. Paltoj ga'on, Šerira ga'on, Sa'adja Ga'on aj.), naše hlavní znalost talmudské učenosti gaonského období pocházejí z výroků vtělených do gaonských respons osvětlujících talmudské pasáže.

#### Kairuán
Po smrti Chaj Ga'ona se středisko talmudské učenosti přesouvá do severní Afriky, kde komentovali některé traktáty rav Nisim ben Ja'akov a rabejnu Chanan'el ben Chuši'el (Kairuán). Z oblasti Středomoří (buď ze Španělska nebo z Egypta) pochází i úvod připisovaný Šmu'elu ha-Nagidovi.

#### Evropa před Rašim
Vůdčí osobností aškenázského židovstva v severofrancouzské-porýnské oblasti se stal rabejnu Geršom ben Jehuda (10.–11. stol.). Jeho komentář k 9 traktátům se stal rovněž součástí Vilna šas. Jeho žák, Natan ben Jechi'el napsal v Říme v 11.  stol. lexikon k talmudu, nazvaný Aruch (rozprostřený, připravený).

#### Halachická kompendia
Kvůli potřebě pevně stanovit halachu a rozřešit přetrvávající rozpory v uvnitř jednotlivých tradic a názorů začala vznikat tzv. halachická kompendia. Jedním z prvních významných komentátorů soustřeďujdící se na tuto stránku halchické problematiky, byl Rif (Rabi Jicchak al-Fásí) (Fez, Maroko, 1013–1103) se pokusili z obsáhlého celku talmudu extrahovat a určit závazné právní názory a rozvinul ideu kompendií (Sefer ha-halachot), na což navázali Roš (rabi Ašer ben Jechiel, zemř. 1327) a jeho syn, Ja'akov ben Ašer. Jeho kompendium Arba'a turim se stalo základem pro pozdější práce Josefa Kara Bejt Josef a jeho zkráceného výtahu Šulchan aruch.

#### Agada v Talmudu
Španělský rabín z 15. století, Rabbi Ja'akov ibn Habib (zemřel r. 1516), sepsal dílo Ejn Ja'akov. Toto dílo je extrakcí téměř všeho agadického materiálu z Talmudu. Bylo zamýšleno k obeznámení veřejnosti s mravoučnými částmi Talmudu a k vyvrácení mnoha nařčení týkajících se jeho obsahu. Důraz na studium (respektive nezanedbávání studia) agadických pasáží kladl i Maharal.

#### Pozdní komentáře
V pozdějších stoletích se pozornost částečně přesunula od přímé interpretace talmudu k rozboru dříve napsaných talmudských komentářů. K těmto pozdějším komentátorům patří „Maharšal“ (Šlomo Luria), „Maharam“ (Me'ir Lublin) a „Maharša“ (Šmu'el Eidels).